# Ruta del Sol 2015
De 61e editie van de wielerwedstrijd Ruta del Sol vond plaats in 2015 van 18 tot en met 22 februari. De start was in Palos de la Frontera bij La Rábida, de finish in Alhaurín de la Torre. De ronde maakte deel uit van de UCI Europe Tour 2015, in de categorie 2.1. In 2014 won de Spanjaard Alejandro Valverde. Deze editie werd gewonnen door de Brit Chris Froome.

## Deelnemende ploegen
| WorldTour           | ProContinentaal             | Continentaal |
| ------------------- | --------------------------- | ------------ |
| Movistar            | Caja Rural-Seguros RGA      | Burgos BH    |
| AG2R La Mondiale    | CCC Sprandi Polkowice       |              |
| FDJ                 | Cofidis                     |              |
| Giant-Alpecin       | Colombia                    |              |
| IAM Cycling         | Europcar                    |              |
| Lotto Soudal        | MTN-Qhubeka                 |              |
| LottoNL-Jumbo       | Roompot                     |              |
| Team Sky            | RusVelo                     |              |
| Tinkoff-Saxo        | Topsport Vlaanderen-Baloise |              |
| Trek Factory Racing | Unitedhealthcare            |              |
|                     | Wanty-Groupe Gobert         |              |

## Etappe-overzicht
| etappe | datum       | start                            | finish               | type                | afstand  | winnaar          | klassementsleider |
| ------ | ----------- | -------------------------------- | -------------------- | ------------------- | -------- | ---------------- | ----------------- |
| 1e (a) | 18 februari | Palos de la Frontera (La Rábida) | Hinojos              | Vlakke rit          | 118,7 km | Pim Ligthart     | Pim Ligthart      |
| 1e (b) | 18 februari | Coria del Río                    | Coria del Río        | Individuele tijdrit | 8,2 km   | Javier Moreno    | Alberto Contador  |
| 2e     | 19 februari | Utrera                           | Lucena               | Heuvelrit           | 194,7 km | Juan José Lobato | Alberto Contador  |
| 3e     | 20 februari | Motril                           | Alto de Hazallanas   | Heuvelrit           | 159,8 km | Alberto Contador | Alberto Contador  |
| 4e     | 21 februari | Maracena                         | Alto de Allanadas    | Bergrit             | 202,4 km | Chris Froome     | Chris Froome      |
| 5e     | 22 februari | Montilla                         | Alhaurín de la Torre | Vlakke rit          | 170,9 km | Juan José Lobato | Chris Froome      |

## Etappe-uitslagen

### 1e etappe (deel A)
| Palos de la Frontera (La Rábida) – Hinojos (118,7) |                     |                             |          |
| Plaats                                             | Naam                | Ploeg                       | Tijd     |
| Winnaar                                            | Pim Ligthart        | Lotto Soudal                | 3u01'44" |
| 2                                                  | Fábio Silvestre     | Trek Factory Racing         | + 2"     |
| 3                                                  | Grega Bole          | CCC Sprandi Polkowice       | z.t.     |
| 4                                                  | Michael Van Staeyen | Cofidis                     | z.t.     |
| 5                                                  | Tyler Farrar        | MTN-Qhubeka                 | z.t.     |
| 6                                                  | Mirko Selvaggi      | Wanty-Groupe Gobert         | z.t.     |
| 7                                                  | Edward Theuns       | Topsport Vlaanderen-Baloise | z.t.     |
| 8                                                  | Maciej Paterski     | CCC Sprandi Polkowice       | z.t.     |
| 9                                                  | Daniele Ratto       | Unitedhealthcare            | z.t.     |
| 10                                                 | Sjoerd van Ginneken | Roompot                     | z.t.     |

### 1e etappe (deel B)
| Coria del Río – Coria del Río (8,2 km (ITT)) |                  |                     |       |
| Plaats                                       | Naam             | Ploeg               | Tijd  |
| Winnaar                                      | Javier Moreno    | Movistar            | 9'51" |
| 2                                            | Wilco Kelderman  | LottoNL-Jumbo       | + 2"  |
| 3                                            | Jérôme Coppel    | IAM Cycling         | + 4"  |
| 4                                            | Alberto Contador | Tinkoff-Saxo        | + 6"  |
| 5                                            | Bob Jungels      | Trek Factory Racing | z.t.  |
| 6                                            | Beñat Intxausti  | Movistar            | + 7"  |
| 7                                            | Gorka Izagirre   | Movistar            | + 11" |
| 8                                            | Jérôme Pineau    | IAM Cycling         | z.t.  |
| 9                                            | Vasil Kiryjenka  | Team Sky            | + 13" |
| 10                                           | Chris Froome     | Team Sky            | + 14" |
|                                              |                  |                     |       |
| 12                                           | Tim Wellens      | Lotto Soudal        | + 15" |

| Algemeen klassement |                  |                             |          |
| Plaats              | Naam             | Ploeg                       | Tijd     |
| Rode trui           | Alberto Contador | Tinkoff-Saxo                | 3u11'43" |
| 2                   | Bob Jungels      | Trek Factory Racing         | z.t.     |
| 3                   | Beñat Intxausti  | Movistar                    | + 1"     |
| 4                   | Chris Froome     | Team Sky                    | + 8"     |
| 5                   | Sylvain Chavanel | IAM Cycling                 | z.t.     |
| 6                   | Peter Kennaugh   | Team Sky                    | + 12"    |
| 7                   | Ivan Basso       | Tinkoff-Saxo                | + 17"    |
| 8                   | Edward Theuns    | Topsport Vlaanderen-Baloise | + 18"    |
| 9                   | John Degenkolb   | Giant-Alpecin               | + 20"    |
| 10                  | Michael Valgren  | Tinkoff-Saxo                | z.t.     |
|                     |                  |                             |          |
| 22                  | Pim Ligthart     | Lotto Soudal                | + 38"    |

### 2e etappe
| Utrera – Lucena (194,7 km) |                  |                             |          |
| Plaats                     | Naam             | Ploeg                       | Tijd     |
| Winnaar                    | Juan José Lobato | Movistar                    | 4u51'57" |
| 2                          | John Degenkolb   | Giant-Alpecin               | z.t.     |
| 3                          | Grega Bole       | CCC Sprandi Polkowice       | z.t.     |
| 4                          | Arthur Vichot    | FDJ                         | z.t.     |
| 5                          | Eduard Prades    | Caja Rural-Seguros RGA      | z.t.     |
| 6                          | Daniele Ratto    | Unitedhealthcare            | z.t.     |
| 7                          | Peio Bilbao      | Caja Rural-Seguros RGA      | z.t.     |
| 8                          | Edward Theuns    | Topsport Vlaanderen-Baloise | z.t.     |
| 9                          | Huub Duyn        | Roompot                     | z.t.     |
| 10                         | Oliver Naesen    | Topsport Vlaanderen-Baloise | z.t.     |

| Algemeen klassement |                     |                             |          |
| Plaats              | Naam                | Ploeg                       | Tijd     |
| Rode trui           | Alberto Contador    | Tinkoff-Saxo                | 8u03'40" |
| 2                   | Beñat Intxausti     | Movistar                    | z.t.     |
| 3                   | Chris Froome        | Team Sky                    | z.t.     |
| 4                   | Sylvain Chavanel    | IAM Cycling                 | z.t.     |
| 5                   | Peter Kennaugh      | Team Sky                    | + 12"    |
| 6                   | Ivan Basso          | Tinkoff-Saxo                | + 17"    |
| 7                   | Edward Theuns       | Topsport Vlaanderen-Baloise | + 18"    |
| 8                   | John Degenkolb      | Giant-Alpecin               | + 20"    |
| 9                   | Kanstantsin Siwtsow | Team Sky                    | + 21"    |
| 10                  | Mikel Nieve         | Team Sky                    | + 28"    |
|                     |                     |                             |          |
| 16                  | Johnny Hoogerland   | Roompot                     | + 41"    |

### 3e etappe
| Motril – Alto de Hazallanas (159,8 km) |                       |                        |          |
| Plaats                                 | Naam                  | Ploeg                  | Tijd     |
| Winnaar                                | Alberto Contador      | Tinkoff-Saxo           | 4u19'15" |
| 2                                      | Chris Froome          | Team Sky               | + 19"    |
| 3                                      | Romain Bardet         | AG2R La Mondiale       | + 1'39"  |
| 4                                      | Beñat Intxausti       | Movistar               | + 1'58"  |
| 5                                      | Mikel Nieve           | Team Sky               | + 2'02"  |
| 6                                      | Wilco Kelderman       | LottoNL-Jumbo          | + 2'05"  |
| 7                                      | Merhawi Kudus         | MTN-Qhubeka            | + 2'15"  |
| 8                                      | Peter Kennaugh        | Team Sky               | + 2'16"  |
| 9                                      | Sébastien Reichenbach | IAM Cycling            | + 2'30"  |
| 10                                     | Sergio Pardilla       | Caja Rural-Seguros RGA | + 2'42"  |
|                                        |                       |                        |          |
| 11                                     | Jurgen Van den Broeck | Lotto Soudal           | z.t.     |

| Algemeen klassement |                     |                  |           |
| Plaats              | Naam                | Ploeg            | Tijd      |
| Rode trui           | Alberto Contador    | Tinkoff-Saxo     | 12u22'55" |
| 2                   | Chris Froome        | Team Sky         | + 27"     |
| 3                   | Beñat Intxausti     | Movistar         | + 1'59"   |
| 4                   | Romain Bardet       | AG2R La Mondiale | + 2'13"   |
| 5                   | Peter Kennaugh      | Team Sky         | + 2'28"   |
| 6                   | Mikel Nieve         | Team Sky         | + 2'30"   |
| 7                   | Kanstantsin Siwtsow | Team Sky         | + 3'19"   |
| 8                   | Sylvain Chavanel    | IAM Cycling      | + 3'41"   |
| 9                   | Nicolas Edet        | Cofidis          | + 4'10"   |
| 10                  | Gorka Izagirre      | Movistar         | + 4'15"   |
|                     |                     |                  |           |
| 17                  | Maxime Monfort      | Lotto Soudal     | + 4'53"   |
| 20                  | Johnny Hoogerland   | Roompot          | + 6'01"   |

### 4e etappe
| Maracena – Alto de Allanadas (202,4 km) |                       |                       |          |
| Plaats                                  | Naam                  | Ploeg                 | Tijd     |
| Winnaar                                 | Chris Froome          | Team Sky              | 5u08'54" |
| 2                                       | Alberto Contador      | Tinkoff-Saxo          | + 29"    |
| 3                                       | Mikel Nieve           | Team Sky              | + 49"    |
| 4                                       | Sylwester Szmyd       | CCC Sprandi Polkowice | + 59"    |
| 5                                       | Beñat Intxausti       | Movistar              | + 1'00"  |
| 6                                       | Wilco Kelderman       | LottoNL-Jumbo         | + 1'13"  |
| 7                                       | Sébastien Reichenbach | IAM Cycling           | + 1'26"  |
| 8                                       | Romain Bardet         | AG2R La Mondiale      | + 1'27"  |
| 9                                       | Nicolas Edet          | Cofidis               | z.t.     |
| 10                                      | Jurgen Van den Broeck | Lotto Soudal          | + 1'38"  |

| Algemeen klassement |                     |                        |           |
| Plaats              | Naam                | Ploeg                  | Tijd      |
| Rode trui           | Chris Froome        | Team Sky               | 17u31'49" |
| 2                   | Alberto Contador    | Tinkoff-Saxo           | + 2"      |
| 3                   | Beñat Intxausti     | Movistar               | + 2'32"   |
| 4                   | Mikel Nieve         | Team Sky               | + 2'52"   |
| 5                   | Romain Bardet       | AG2R La Mondiale       | + 3'13"   |
| 6                   | Peter Kennaugh      | Team Sky               | + 3'50"   |
| 7                   | Kanstantsin Siwtsow | Team Sky               | + 5'07"   |
| 8                   | Nicolas Edet        | Cofidis                | + 5'10"   |
| 9                   | Sylvain Chavanel    | IAM Cycling            | + 5'30"   |
| 10                  | Sergio Pardilla     | Caja Rural-Seguros RGA | + 5'44"   |
|                     |                     |                        |           |
| 12                  | Maxime Monfort      | Lotto Soudal           | + 6'42"   |
| 19                  | Wilco Kelderman     | LottoNL-Jumbo          | + 8'32"   |

### 5e etappe
| Montilla – Alhaurín de la Torre (170,9 km) |                  |                       |          |
| Plaats                                     | Naam             | Ploeg                 | Tijd     |
| Winnaar                                    | Juan José Lobato | Movistar              | 3u48'56" |
| 2                                          | John Degenkolb   | Giant-Alpecin         | + 1"     |
| 3                                          | Sylvain Chavanel | IAM Cycling           | + 2"     |
| 4                                          | Pim Ligthart     | Lotto Soudal          | z.t.     |
| 5                                          | Grega Bole       | CCC Sprandi Polkowice | z.t.     |
| 6                                          | Chris Froome     | Team Sky              | z.t.     |
| 7                                          | Moreno Hofland   | LottoNL-Jumbo         | z.t.     |
| 8                                          | Jan Bakelants    | AG2R La Mondiale      | z.t.     |
| 9                                          | Alberto Contador | Tinkoff-Saxo          | z.t.     |
| 10                                         | Nicolas Edet     | Cofidis               | z.t.     |

## Eindklassementen
| Plaats    | Naam                  | Ploeg                  | Tijd      |
| --------- | --------------------- | ---------------------- | --------- |
| Rode trui | Chris Froome          | Team Sky               | 21u21'14" |
| 2         | Alberto Contador      | Tinkoff-Saxo           | + 2"      |
| 3         | Beñat Intxausti       | Movistar               | + 2'38"   |
| 4         | Mikel Nieve           | Team Sky               | + 3'05"   |
| 5         | Romain Bardet         | AG2R La Mondiale       | + 3'13"   |
| 6         | Peter Kennaugh        | Team Sky               | + 4'03"   |
| 7         | Nicolas Edet          | Cofidis                | + 5'10"   |
| 8         | Kanstantsin Siwtsow   | Team Sky               | + 5'17"   |
| 9         | Sylvain Chavanel      | IAM Cycling            | + 5'30"   |
| 10        | Bob Jungels           | Trek Factory Racing    | + 5'50"   |
| 11        | Sergio Pardilla       | Caja Rural-Seguros RGA | + 6'00"   |
| 12        | Maxime Monfort        | Lotto Soudal           | + 6'58"   |
| 13        | Sergej Firsanov       | RusVelo                | + 7'16"   |
| 14        | Jérôme Coppel         | IAM Cycling            | + 7'44"   |
| 15        | Aleksandr Foliforov   | RusVelo                | + 7'51"   |
| 16        | Gorka Izagirre        | Movistar               | z.t.      |
| 17        | Sébastien Reichenbach | IAM Cycling            | + 8'30"   |
| 18        | Luis Ángel Maté       | Cofidis                | + 8'44"   |
| 19        | Wilco Kelderman       | LottoNL-Jumbo          | + 8'48"   |
| 20        | Merhawi Kudus         | MTN-Qhubeka            | + 9'39"   |

| Plaats      | Naam             | Ploeg                       | Punten |
| ----------- | ---------------- | --------------------------- | ------ |
| Blauwe trui | Chris Froome     | Team Sky                    | 67     |
| 2           | Alberto Contador | Tinkoff-Saxo                | 66     |
| 3           | Juan José Lobato | Movistar                    | 50     |
|             |                  |                             |        |
| 6           | Wilco Kelderman  | LottoNL-Jumbo               | 40     |
| 17          | Edward Theuns    | Topsport Vlaanderen-Baloise | 17     |

| Plaats      | Naam             | Ploeg                  | Punten |
| ----------- | ---------------- | ---------------------- | ------ |
| Groene trui | Peio Bilbao      | Caja Rural-Seguros RGA | 22     |
| 2           | Chris Froome     | Team Sky               | 20     |
| 3           | Alberto Contador | Tinkoff-Saxo           | 18     |
|             |                  |                        |        |
| 12          | Marc de Maar     | Roompot                | 4      |

| Plaats     | Naam                | Ploeg                       | Punten |
| ---------- | ------------------- | --------------------------- | ------ |
| Witte trui | Simon Geschke       | Giant-Alpecin               | 11     |
| 2          | Pieter Jacobs       | Topsport Vlaanderen-Baloise | 7      |
| 3          | Sjoerd van Ginneken | Roompot                     | 5      |

| Plaats | Ploeg         | Tijd      |
| ------ | ------------- | --------- |
|        | Team Sky      | 64u10'26" |
| 2      | Movistar      | + 9'30"   |
| 3      | IAM Cycling   | + 11'39"  |
|        |               |           |
| 4      | Lotto Soudal  | + 17'13"  |
| 13     | LottoNL-Jumbo | + 38'55"  |

## Klassementenverloop
| Etappe       | Winnaar          | Algemeen klassement · | Puntenklassement · | Bergklassement ·    | Sprintklassement ·  | Ploegenklassement · |
| ------------ | ---------------- | --------------------- | ------------------ | ------------------- | ------------------- | ------------------- |
| 1a           | Pim Ligthart     | Pim Ligthart          | Pim Ligthart       | Kanstantsin Siwtsow | Peter Kennaugh      | Team Sky            |
| 1b           | Javier Moreno    | Alberto Contador      | Pim Ligthart       | Kanstantsin Siwtsow | Peter Kennaugh      | Team Sky            |
| 2            | Juan José Lobato | Alberto Contador      | Grega Bole         | Kanstantsin Siwtsow | Sjoerd van Ginneken | Team Sky            |
| 3            | Alberto Contador | Alberto Contador      | Alberto Contador   | Peio Bilbao         | Pieter Jacobs       | Team Sky            |
| 4            | Chris Froome     | Chris Froome          | Alberto Contador   | Chris Froome        | Simon Geschke       | Team Sky            |
| 5            | Juan José Lobato | Chris Froome          | Chris Froome       | Peio Bilbao         | Simon Geschke       | Team Sky            |
| 0Eindstanden | 0Eindstanden     | Chris Froome          | Chris Froome       | Peio Bilbao         | Simon Geschke       | Team Sky            |

1925 · 1926-1954 · 1955 · 1956 · 1957 · 1958 · 1959 · 1960 · 1961 · 1962 · 1963 · 1964 · 1965 · 1966 · 1967 · 1968 · 1969 · 1970 · 1971 · 1972 · 1973 · 1974 · 1975 · 1976 · 1977 · 1978 · 1979 · 1980 · 1981 · 1982 · 1983 · 1984 · 1985 · 1986 · 1987 · 1988 · 1989 · 1990 · 1991 · 1992 · 1993 · 1994 · 1995 · 1996 · 1997 · 1998 · 1999 · 2000 · 2001 · 2002 · 2003 · 2004 · 2005 · 2006 · 2007 · 2008 · 2009 · 2010 · 2011 · 2012 · 2013 · 2014 · 2015 · 2016 · 2017 · 2018 · 2019 · 2020 · 2021 · 2022 · 2023 · 2024 · 2025
Etappewedstrijden

 Ster van Bessèges · 
 Ronde van de Algarve · 
 Ruta del Sol · 
 Ronde van de Haut-Var · 
 Driedaagse van West-Vlaanderen · 
 Internationale Wielerweek · 
 Internationaal Wegcriterium · 
 Driedaagse van De Panne-Koksijde · 
 Ronde van de Sarthe · 
 Ronde van Castilië en León · 
 Ronde van Trentino · 
 Ronde van Kroatië · 
 Ronde van Turkije · 
 Ronde van Yorkshire · 
 Ronde van Asturië · 
 Vierdaagse van Duinkerke · 
 Ronde van Azerbeidzjan · 
 Ronde van Madrid · 
 Ronde van Beieren · 
 Ronde van Picardië · 
 Ronde van Noorwegen · 
 World Ports Classic · 
 Tour des Fjords · 
 Ronde van Estland · 
 Ronde van België · 
 Ronde van Luxemburg · 
 Boucles de la Mayenne · 
 Ster ZLM Toer · 
 Ronde van Slovenië · 
 Route du Sud · 
 Sibiu Cycling Tour · 
 Ronde van Oostenrijk · 
 Ronde van Wallonië · 
 Ronde van Portugal · 
 Ronde van Burgos · 
 Ronde van Denemarken · 
 Ronde van de Ain · 
 Ronde van Tsjechië · 
 Arctic Race of Norway · 
 Ronde van de Limousin · 
 Ronde van Poitou-Charentes · 
 Ronde van Groot-Brittannië · 
 Ronde van Gévaudan Languedoc-Roussillon · 
 Eurométropole Tour
Eendaagse wedstrijden

 Trofeo Santanyí-Ses Salines-Campos · 
 Trofeo Andratx-Mirador d'Es Colomer · 
 Trofeo Serra de Tramuntana · 
 Trofeo Playa de Palma-Palma · 
 GP La Marseillaise · 
 Grote Prijs van de Etruskische Kust · 
 Ronde van Murcia · 
 Clásica de Almería · 
 Trofeo Laigueglia · 
 Omloop Het Nieuwsblad · 
 Classic Sud Ardèche · 
 GP Lugano · 
 La Drôme Classic · 
 Kuurne-Brussel-Kuurne · 
 Le Samyn · 
 Strade Bianche · 
 Ronde van Drenthe · 
 Dwars door Drenthe · 
 Nokere Koerse · 
 GP Nobili Rubinetterie · 
 Handzame Classic · 
 Ronde van Zeeland Seaports · 
 Classic Loire-Atlantique · 
 Grote Prijs van Cholet-Pays de Loire · 
 Dwars door Vlaanderen · 
 Classica Corsica · 
 Route Adélie de Vitré · 
 Grote Prijs Miguel Indurain · 
 Volta Limburg Classic · 
 Ronde van La Rioja · 
 Parijs-Camembert · 
 Scheldeprijs · 
 Klasika Primavera · 
 Brabantse Pijl · 
 GP Denain · 
 Ronde van de Finistère · 
 Tro Bro Léon · 
 La Roue Tourangelle · 
 Ronde van de Apennijnen · 
 Grote Prijs van de Somme · 
 Grote Prijs van Plumelec · 
 ProRace Berlin · 
 Boucles de l'Aulne · 
 GP Kanton Aargau · 
 Ronde van Keulen · 
 Ronde van Limburg · 
 Velothon Wales · 
 Halle-Ingooigem · 
 Trofeo Matteotti · 
 GP Cerami · 
 GP Industria & Artigianato-Larciano · 
 Prueba Villafranca de Ordizia · 
 Ronde van Toscane · 
 Circuito de Getxo · 
 Polynormande · 
 RideLondon Classic · 
 GP Stad Zottegem · 
 Arnhem-Veenendaal Classic · 
 GP Jef Scherens · 
 Druivenkoers Overijse · 
 Schaal Sels · 
 Brussels Cycling Classic · 
 GP Fourmies · 
 Velothon Stockholm · 
 Ronde van de Doubs · 
 Coppa Bernocchi · 
 Coppa Agostoni · 
 GP van Wallonië · 
 Kampioenschap van Vlaanderen · 
 Memorial Marco Pantani · 
 Grote Prijs Impanis-Van Petegem · 
 GP van Isbergues · 
 GP Industria & Commercio di Prato · 
 Omloop van het Houtland · 
 Duo Normand · 
 Ronde van de Drie Valleien · 
 Milaan-Turijn · 
 Ronde van Piemonte · 
 Ronde van het Münsterland · 
 Ronde van de Vendée · 
 Memorial Frank Vandenbroucke · 
 Coppa Sabatini · 
 Parijs-Bourges · 
 Ronde van Emilia · 
 GP Beghelli · 
 Parijs-Tours · 
 Nationale Sluitingsprijs · 
 Chrono des Nations